# Lisicle (IV secolo a.C.)
Lisicle (in greco antico: Λυσικλῆς?, Lysiklês; ... – Atene, 338 a.C.) è stato un militare ateniese, uno degli strateghi dell'esercito ateniese nella battaglia di Cheronea (338 a.C.).
Lisicle fu condannato a morte in seguito all'accusa di Licurgo; dell'orazione di Licurgo contro Lisicle, cui fa riferimento Arpocrazione, Diodoro conserva un brano: "Tu eri comandante dell'esercito, o Lisicle, e quando mille cittadini sono morti e duemila fatti prigionieri e un trofeo contro la città è stato elevato e la Grecia tutta è fatta schiava e tutto ciò è avvenuto sotto la tua guida e il tuo comando, tu osi vivere e vedere la luce del sole e mostrarti nella piazza, tu che sei diventato monumento di vergogna e di obbrobrio alla patria".